# 超級戰鬥♨️純烈者
《 超級戰鬥♨️純烈者 》（Super Sento Junretsuger）是日本東映公司與男子歌謠團體純烈在2021年合作製作的特攝電影作品 。

## 故事概要
表面上為情感歌謠團體的四人，實際上是守護給予大眾身心休憩的溫泉設施的英雄·純烈者，以及他們為了守護溫泉的和平而與製造混亂的邪惡戰鬥的故事。

## 特色
- 本作是以男子歌謠團體純烈為主演的作品[4]。
- 該團體中除了在本劇中擔任關鍵人物的後上翔太之外，其他三名成員都曾有演出特攝作品的經驗，因此所變身的純烈者造型都有參考曾飾演的英雄角色。
- 後公開發表的反派角色及重要配角，基本上也都有演出特攝作品的經驗。

## 登場人物

### 純烈者
| 演員                                                                               | 生日       | 出生地   | 劇名       | 代號 | 替身                |
| ---------------------------------------------------------------------------------- | ---------- | -------- | ---------- | ---- | ------------------- |
| 白川裕二郎                                                                         | 1976/12/11 | 神奈川縣 | 白川裕二郎 | 純紅 | 繩田雄哉            |
| - 白川裕二郎曾在超級戰隊系列作《忍風戰隊破裏劍者》中飾演鍬雷者的變身者霞一甲。     |            |          |            |      |                     |
|                                                                                    |            |          |            |      |                     |
| 演員                                                                               | 生日       | 出生地   | 劇名       | 代號 | 替身                |
| 小田井涼平                                                                         | 1971/2/23  | 兵庫縣   | 小田井涼平 | 純藍 | 坂本隆              |
| - 小田井涼平曾在假面騎士系列作《假面騎士龍騎》中飾演假面騎士鐵兵的變身者北岡秀一。 |            |          |            |      |                     |
|                                                                                    |            |          |            |      |                     |
| 演員                                                                               | 生日       | 出生地   | 劇名       | 代號 | 替身                |
| 酒井一圭                                                                           | 1975/6/20  | 大阪府   | 酒井一圭   | 純紫 | 鍜治洸太朗 今井靖彦 |
| - 酒井一圭曾在超級戰隊系列作《百獸戰隊牙吠連者》中飾演牙吠黑的變身者牛込草太郎。   |            |          |            |      |                     |
|                                                                                    |            |          |            |      |                     |
| 演員                                                                               | 生日       | 出生地   | 劇名       | 代號 | 替身                |
| 後上翔太                                                                           | 1986/10/23 | 東京都   | 後上翔太   | 純綠 | 蜂須賀祐一          |
|                                                                                    |            |          |            |      |                     |

### 純烈者的協助者
赤之女神 （赤のオフロディーテ）  （布施繪里飾）
 青之女神 （青のオフロディーテ）  （中島裕飾）
 紫之女神 （紫のオフロディーテ）  （四戶景子飾）

### 敵役組織

#### 首領
女王 芙洛德瓦爾莎 （女王フローデワルサ）  （小林幸子飾）

#### 幹部
Zauna （ザウナ）  （岩永洋昭飾）
四天王之一
- 岩永洋昭曾在假面騎士系列作《假面騎士OOO》中飾演假面騎士Birth的變身者伊達明。

 Garan （ガラン）  （松本享恭飾）
四天王之一
- 松本享恭曾在假面騎士系列作《假面騎士EX-AID》中飾演假面騎士Snipe的變身者花家大我。

 Zopu （ゾープ）  （白又敦飾）
四天王之一
- 白又敦曾在假面騎士系列作《假面騎士鎧武》中飾演假面騎士黑影的變身者初瀨亮二。

 Jawa（ジャワー）  （龍真飾）
四天王之一

### 其他人物
御前川清 （御前川清）  （前川清飾）
 天地聖子 （天地聖子）  （小林綾子飾）
 康助 （康助）  （山本康平飾）
純烈所造訪的除汙職人。
- 山本康平曾在超級戰隊系列作《忍風戰隊破裏劍者》中飾演破裏劍黃的變身者尾藤吼太，以及在假面騎士系列作《假面騎士電王》及《假面騎士Drive》中客串演出。

## 純烈者的裝備
- 麥克風變身器（マイクチェンジャー，MICRO CHANGER）

純烈者所使用的麥克風型變身器。

## 設定
- 溫泉女神（温泉の女神）

純烈者變身力量的源頭。

## 音樂

### 主題曲
- 『 NEW（入浴）YORK 』

作詞：酒井一圭
作曲：影山浩宣
演唱：純烈

## 外部連結
- 《超級戰鬥♨️純烈者》 官網 （页面存档备份，存于）（日語）
- 《超級戰鬥♨️純烈者》 Twitter （页面存档备份，存于）（日語）
- 《超級戰鬥♨️純烈者》 Instagram（日語）
- 《純烈》 官網 （页面存档备份，存于）（日語）